# Grzegorz Frąckowiak
Blahoslavený Grzegorz Frąckowiak, SVD (8. července 1911, Łowęcice – 8. května 1943, Drážďany) byl polský římskokatolický řeholník (laický bratr) v kongregaci Verbistů. Stal se obětí nacistického režimu a katolickou církví je uctíván jako blahoslavený mučedník. Jeho liturgická památka připadá na 5. květen.

## Život
Byl synem Ondřeje Frąckowiaka a jeho manželky Žofie, rozené Płończak. Byl osmým z dvanácti sourozenců. Při křtu dostal jméno Boleslav. Roku 1927 nastoupil do "malého semináře" (instituce na úrovni střední školy) kongregace Verbistů. V roce 1930 zahájil v této kongregaci postulát v Górnej Grupie a přijal řeholní jméno Grzegorz (Řehoř). Díky své horlivosti v noviciátu mohl v roce 1932 složit první řeholní sliby a 8. září 1938 slavné sliby. Svými představenými byl hodnocen jako příkladný řeholník. Vedle řádových studií se též vyučil knihařem.
V době vypuknutí druhé světové války působil jako učitel katechismu a vedl přípravu dětí k prvnímu svatému přijímání. Po zatčení svého představeného, P. Giczely, provizorně pastoračně působil tím, že podával lidem svaté přijímání (Mši jakožto nekněz sloužit nesměl) a křtil. Rozšiřoval také tajné noviny „Dla Ciebie, Polsko”. Tato jeho činnost byla odhalena gestapem a fr. Grzegorz byl asi po roce takové ilegální činnosti zatčen. Aby uchránil své spolupracovníky, vzal veškerá obvinění na sebe. Byl vězněn v poznaňském táboře Fort VII., následně ve Zwickau. Byl odsouzen k trestu smrti a popraven 8. května 1943 v Drážďanech.

## Beatifikace
Beatifikován byl papežem sv. Janem Pavlem II. dne 13. června 1999 ve Varšavě ve skupině 108 polských mučedníků z období druhé světové války.